# Direcció General del Servei Exterior
La Direcció general del Servei Exterior és un òrgan de gestió de la Subsecretaria d'Afers Exteriors, Unió Europea i Cooperació del Ministeri d'Afers Exteriors, Unió Europea i Cooperació d'Espanya a la que correspon l'exercici de les competències del departament relatives a la gestió de recursos humans, règim interior, gestió econòmica i financera, obres i mobiliari, control de la gestió, planificació i assistència informàtica i les comunicacions.

## Funcions
Les funcions de la Direcció General es regulen en l'article 17 del Reial decret 768/2017:
- Arrendament, manteniment i obres dels immobles del Departament en els serveis centrals, seguretat del departament en serveis centrals i en les representacions a l'estranger, adquisició de vehicles a l'estranger, règim interior, registre general, oficina d'informació administrativa, correu diplomàtic i obres d'art.
- La gestió dels empleats públics funcionaris i laborals, tant en els serveis centrals com en l'exterior.
- El seguiment pressupostari dels ingressos i despeses corrents en l'exterior, l'adquisició i arrendament d'immobles de les representacions d'Espanya a l'exterior, la gestió dels crèdits per a subministraments, material, inclòs el consular, així com les indemnitzacions per raó del servei.
- Les funcions d'habilitació i pagament de la Caixa Pagadora Central, la gestió dels comptes bancaris d'ingressos i pagaments a justificar en l'exterior, així com la gestió dels crèdits corresponents al Departament en concepte d'atencions protocol·làries i representatives.
- La gestió de les obres, rehabilitacions, manteniment i mobiliari dels immobles de les representacions d'Espanya en l'exterior, així com l'equipament d'estris, útils i parament en les representacions en l'exterior.
- L'impuls, planificació, desenvolupament, execució i gestió de: els plans i infraestructures informàtiques i de telecomunicacions, veu i dades; el portal en internet i la intranet administrativa per als serveis centrals i l'exterior; els serveis administratius electrònics associats a aquests; la xarxa de satel·lits; les xarxes tècniques internacionals de visats, assistència consular, informació reglamentàriament protegida; la seguretat de la informació; i la instrucció i assistència tècnica a usuaris.
- El control de despeses i ingressos del Ministeri i la recaptació consular.
- La prevenció de riscos laborals.

## Estructura
De la Direcció general depenen els següents òrgans:
- Oficialia Major.
- Subdirecció General de Personal.
- Subdirecció General d'Administració Financera.
- Subdirecció General d'Obres i Amoblament d'Immobles a l'Exterior.
- Subdirecció General d'Informàtica, Comunicacions i Xarxes.
- Divisió de Control de la Gestió.

## Directors generals
- Alejandro Polanco Mata (2017-)[2]
- Enrique Ruiz Molero (2013-2017)
- Miguel Aguirre de Cárcer y García del Arenal (2012-2013)
- Juan Ramón Martínez Salazar (2010-2012)
- Diego Muñiz Lovelace (2004-2010)
- Rafael Mendívil Peydro (1998-2004)
- Antonio Núñez García-Sauco (1996-1998)
- José Antonio López Zatón (1993-1996)
- Carlos Carderera Soler (1989-1993)
- Rafael Muñoz López-Carmona (1985-1989)
- Jesús Núñez Hernández (1983-1985)
- Federico Garayalde Emparan (1981-1983)
- Eduardo Aranda Carranza (1978-1981)
- José Joaquín Puig de la Bellacasa y Urdampilleta (1976-1978)